# عباس إقبال الآشتياني
عباس إقبال الآشتياني (بالفارسیة: عباس اقبال آشتیانی) (1314 - 1374 ه‍ـ / 1896 - 1956 م) هو مؤرخ وأديب إيراني.
ولد في آشتيان، وتوفي في رومة.

## آثاره

### مؤلفاته
- «تاريخ إيران المفصل من صدر الإسلام لانقراض الدولة القاجاريه» ( تاريخ مفصل إيران از صدر إسلام تا انقراض قاجاريه )
- تاريخ المغول ( تاریخ مغول)
- سيرة الأمير الكبير القاجارى ( سركذشت أمير كبير )
- الاسره النوبختيه ( خاندان نوبختى )
- تاريخ إيران بعد الإسلام ( تاریخ ایران بعد از إسلام )
- كليات تاريخ الحضارة ( كليات تاريخ تمدن )
- كليات علم جغرافيا
- تاريخ إيران المفصل بعد غزو المغول ( تاریخ مفصل ایران از استیلای مغول تا إعلان مشروطیت )
- تاريخ وزراء السلاجقه ( وزارت در عهد سلاطین بزرگ سلجوقی  )
- قابوس وشمگير زيارى
- شرح حال عبد الله بن مقفع
- تاریخ جواهر در ایران
- بحرين وجزاير خليج فارس ( مطالعاتی درباره بحرین وجزایر و سواحل خلیج فارس )
- الأمير الكبير تقى خان ( میرزا تقی خان امیرکبیر )
- تاريخ الاكتشافات الجغرافية وتاريخ علم الجغرافيا ( تاریخ اکتشافات جغرافیایی وتاریخ علم جغرافیا )

### ترجمة
- ثلاث سنوات في بلاط إيران ( سه سال در دربار إيران ) - تأليف فوريه
- ذكريات الجيرال ترازل ( یادداشت‌های ژنرال تره‌زل )
- مأمورية الجنرال جاردان في إيران ( ماموریت ژنرال گاردن در ایران )
- طبقات سلاطين إسلام - تأليف ستانلى لين بول.
- محاسن اصفهان - تأليف حسين ابى الرضا

### تصحيح
- التاريخ الجديد ( تاريخ نو )
- روزنامه ميرزا محمد كلانتر فارسى
- حروب إيران وإنجلترا ( جنكهاى إيران وانكليس )

### تحقيق
- تاريخ طبرستان - ابن اسفنديار
- سمط العلى في تاريخ كرمان ضمن بدائع الأزمان في وقائع كرمان
- عتبة الكتبة ( مراسلات العصر السلجوقى )
- مجمع التواريخ.

### مقالاته
- كتب عباس اقبال في المجلات والجرانيل مئات المقالات التاريخية والأدبية و الاجتماعية، ايرج افشار فهرس مقالات اقبال في «فهرست مقالات فارسى».